# Presbyterian Church in Cameroon
La Presbyterian Church in Cameroon, en abrégé PCC, (en français : Église presbytérienne du Cameroun)  est une communauté chrétienne issue de l'évangélisation de la mission presbytérienne américaine au Cameroun. Elle est autorisée par le Ministère de l'Administration du territoire depuis 1962 et a pour siège Buéa dans la région du Sud-Ouest,. Elle constitue la plus importante dénomination protestante des régions anglophones camerounaises et l'une des dénominations presbytériennes du pays avec, l'Église presbytérienne camerounaise et l'Église presbytérienne camerounaise orthodoxe, fondée en 1970.

## Histoire
Dans le cadre de l'évangélisation des peuples du Cameroun, la Mission Presbytérienne Américaine créa en 1869 une paroisse à Batanga vers Kribi. Plus tard, d’autres missions protestantes effectueront l'évangélisation au Cameroun notamment la Mission allemande de Bâle alors que le Cameroun était sous protectorat allemand. Après la défaite de l'Allemagne lors de la Première Guerre mondiale, la Mission presbytérienne américaine intégrera les actions d'évangélisation de la mission allemande. 
L'Église presbytérienne du Cameroun est fondée le 13 novembre 1957 lors du 1er Synode réuni à Bali dans la province du Nord-Ouest du Cameroun.

## Organisation

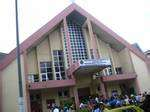
Congrégation de Molyko

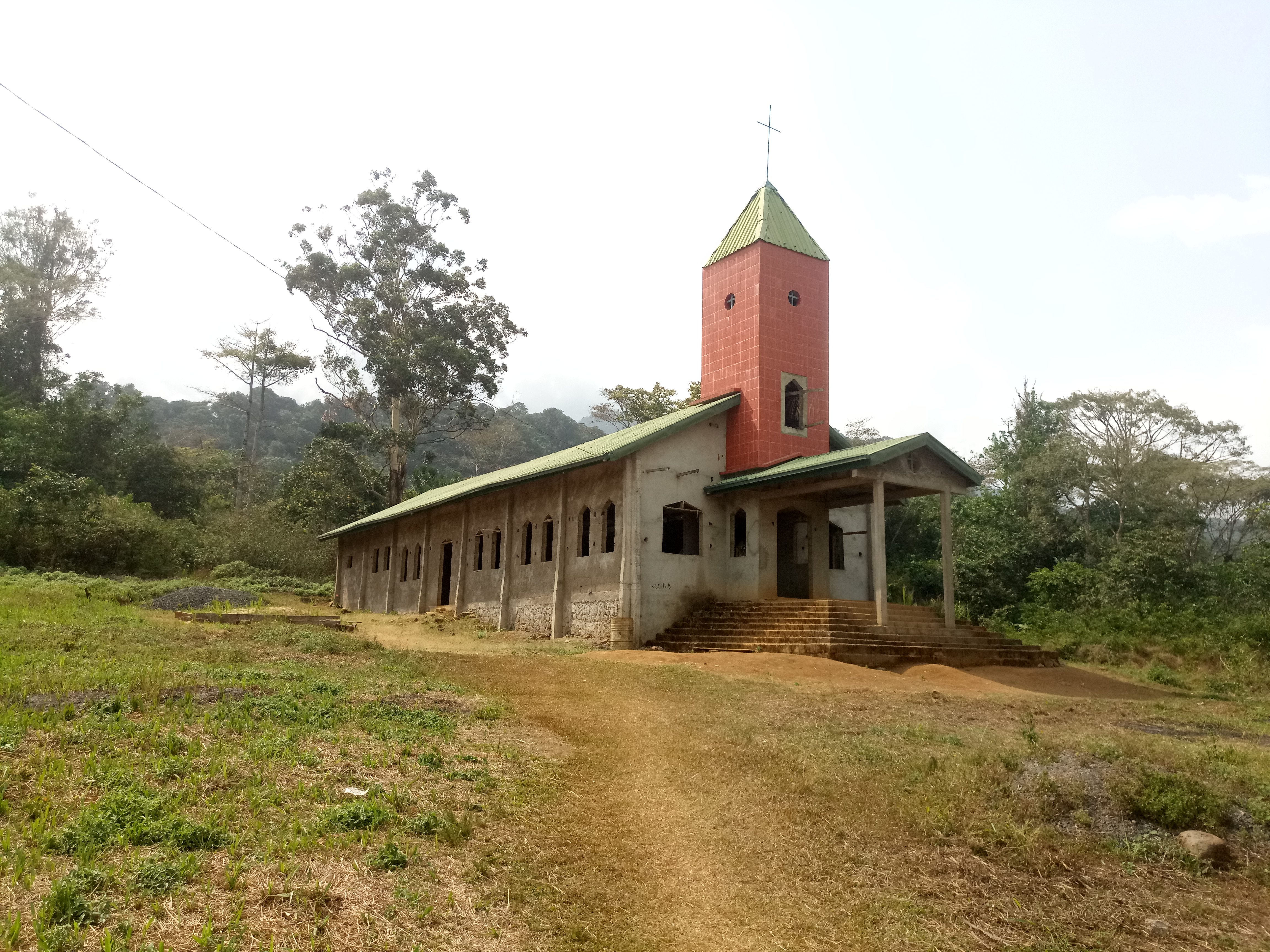
Église de Dikume

Le siège de l'église est situé à Buéa, les principaux membres du bureau du synode sont le modérateur, le greffier du synode, le secrétaire financier, le secrétaire au développement, le secrétaire aux services de santé, ainsi que le secrétaire à l'éducation. Toutes les activités du bureau synodal sont dirigées par le modérateur.
Elle est divisée en 25 circonscriptions ecclésiastiques la plupart situées en secteur anglophone mais aussi pour certaines en secteur francophone.

## Modérateurs
Les modérateurs du synode se succèdent depuis l'indépendance de l'église en novembre 1957.
| Période     | Identité            | Qualité         |
| ----------- | ------------------- | --------------- |
| 1958 - 1969 | Abraham Ebong Ngole | Révérend        |
| 1969 - 1985 | Jeremie Chi Kangsen | Révérend        |
| 1985 - 1999 | Henry A. Awasom     | Révérend        |
| 1999 - 2009 | Nyansako Ni Nku     | Rt. Révérend Dr |
| 2009 - 2014 | Festus Asana        | Révérend Dr     |
| depuis 2014 | Fonki Samuel Forba  | Rt. Révérend    |